# Baikal IJ-27/Tundra
 (février 2025).
Si vous disposez d'ouvrages ou d'articles de référence ou si vous connaissez des sites web de qualité traitant du thème abordé ici, merci de compléter l'article en donnant les références utiles à sa vérifiabilité et en les liant à la section « Notes et références ».

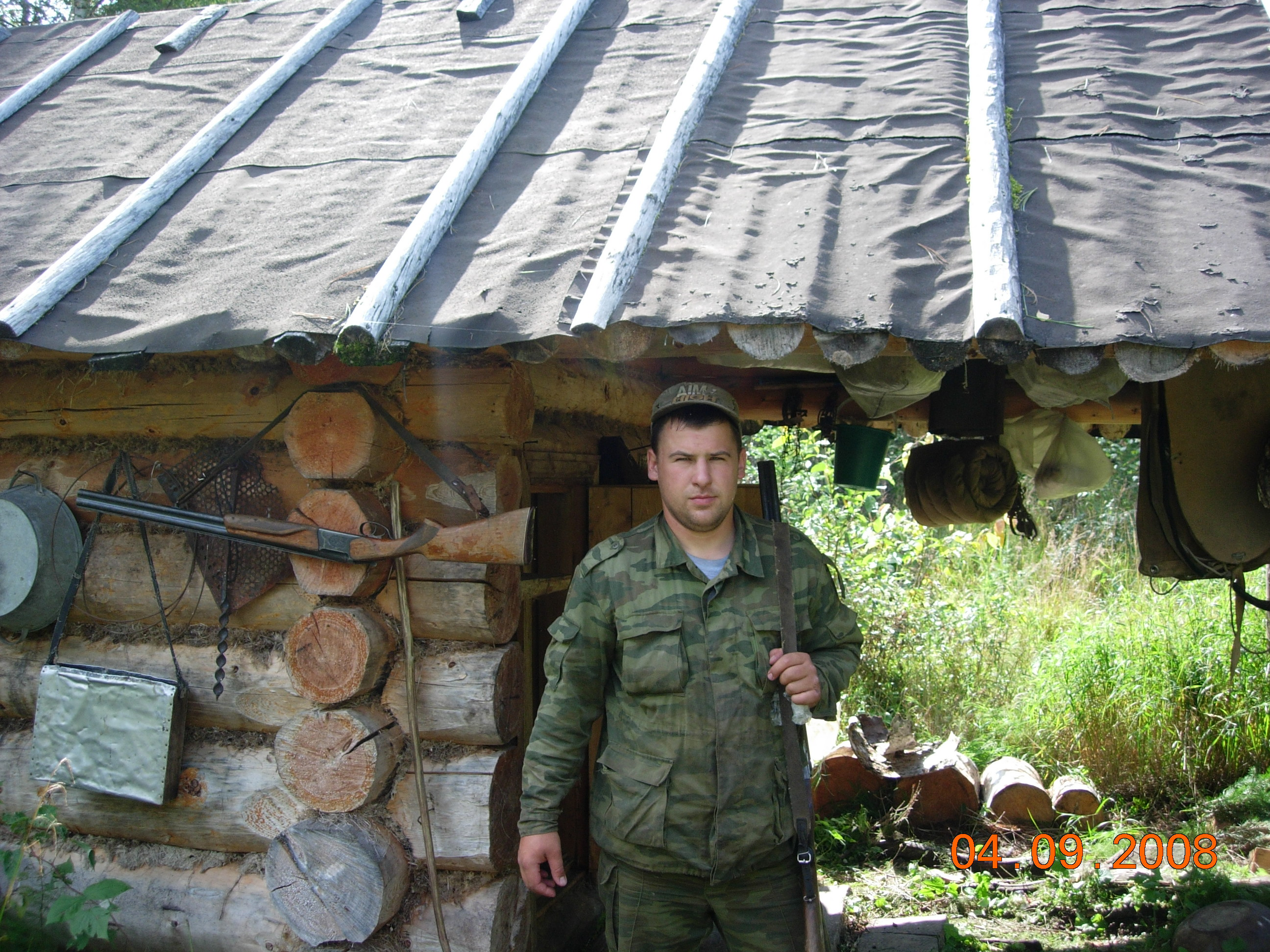
Un fusil de chasse IJ-27 pendu à l'extérieur d'une cabane de chasse dans la région de Krasnoïarsk en Sibérie (Russie).

Le Baikal IJ-27 (alias MP-27, IZh-27 ou Toundra) est un fusil de chasse à canons superposés soviéto-russe fabriqué par l'Ijevski Mekhanitcheski Zavod depuis 1973.

## Variantes et évolution
Ce fusil a été produit dans plusieurs versions différentes :
- l'IJ-27 est le premier modèle, la production en série a commencé en 1973. Les canons de série standard étaient produits avec des canons de 730 mm, mais des commandes spéciales étaient passées pour des canons individuels avec des canons de 680, 700, 750 et 760 mm ;
- l'IJ-27-1S est une variante avec une seule détente , qui permettait une séquence de tir alternée (« canon inférieur, puis canon supérieur »). Le mécanisme de déclenchement a été développé en 1965 par le maître armurier E. I. Gubin et a été initialement installé sur le fusil de chasse de sport IJ-26. La production en série a commencé au milieu des années 1970 ;
- l'IJ-27E, un fusil de chasse à éjecteur conçu par G. Ya. Protopopov , la production en série a commencé en 1973 ;
- l'IJ-27E-1S est un fusil de sport et de chasse dotée d'un éjecteur (qui peut être désactivé si nécessaire), avec une seule détente, qui assure une séquence de tir alternée (« canon inférieur, puis canon supérieur »). La production en série a commencé au milieu des années 1970 , développée avec la participation des designers E. A. Korepanov et A. V. Golovin, en 1976 à l'Exposition internationale de Brno (Tchécoslovaquie) le fusil a reçu une médaille d'or ;
- l'IJ-27ST, une carabine de sport pour le ball-trap, avec des canons de 760 mm ;
- l'IJ-27SK, un fusil de chasse de sport pour le skeet, avec des canons de 660 mm ;
- l'IJ-27M « Junior », une version légère de l'IZH-27M pour les femmes et les adolescents, avec une longueur de crosse réduite ;
- l'IZH-27MM est une variante de l'IZH-27M chambré pour les cartouches de 12 Magnum.

À partir de 2008, l'IJ-27 prend le nom de MP-27 :
- le MP-27M (anciennement appelé IJ-27M) est un modèle sans éjecteur , avec deux gâchettes ;
- le MP-27EM (anciennement appelé IJ-27EM) est doté d'un éjecteur sélectif, il éjecte uniquement la douille usagée et, si nécessaire, peut être désactivé. Dispose de deux détentes ;
- le MP-27M-1S (anciennement appelé IJ-27M-1S) est un pistolet sans éjecteur. Le mécanisme de déclenchement unique permet de tirer à partir des deux canons dans la séquence souhaitée. La séquence de tir est modifiée en appuyant sur la gâchette par l'arrière ;
- le MP-27EM-1S (anciennement appelé IJ-27EM-1S) est un pistolet doté d'un éjecteur sélectif, il éjecte uniquement la douille usagée et, si nécessaire, peut être désactivé. Le mécanisme de déclenchement unique permet de tirer à partir des deux canons dans la séquence souhaitée. La séquence de tir est modifiée en appuyant sur la gâchette par l'arrière.

## Fiche technique
- Munition: 12, 16, 20, .410, 32

- Capacité: 2 cartouches

- Longueur : 95 à 117 cm

- Longueur des canons : 53 à 75 cm

- Poids : 3 à 3,60 kg